# Youth Litterature
Youth Litterature (青い文学シリーズ, Aoi Bungaku Shirīzu, ou Aoi Bungaku Series) est une série d'animation japonaise comportant douze épisodes inspirés de six histoires tirées d'ouvrages de la littérature japonaise. Les six histoires sont adaptées de classiques japonais. Elle fut produite par le studio Madhouse. En France, les six histoires sont sorties en DVD individuellement, éditées par Kazé.

## Synopsis
- La Déchéance d'un homme (人間失格, Ningen Shikkaku?) (épisodes 1 à 4) : Le chemin d'un homme avec des sentiments intenses d'aliénation envers la société. (D'après le livre La Déchéance d'un homme d'Osamu Dazai)
- Sous les fleurs de la forêt de cerisiers (桜の森の満開の下, Sakura no mori no mankai no shita?) (épisode 5 et 6) : Un bandit trouve une belle jeune fille dans la forêt et l'emmène pour en faire sa femme, mais elle n'est pas que ce qu'elle semble être. (D'après Sous les fleurs de la forêt de cerisiers d'Ango Sakaguchi)
- Le Pauvre Cœur des hommes (こゝろ, Kokoro?) (épisodes 7 et 8) : Un jeune homme vit à Tokyo en tant que locataire d'un appartement appartenant à une veuve et sa fille. Il invite son ami d'enfance, un moine, à venir vivre avec lui, dans l'espoir de l'aider à commencer une nouvelle vie. Le moine tombe amoureux de la fille de la veuve et des péripéties s'ensuivent. L'histoire est racontée à partir de deux points de vue, celui de l'homme et celle du moine. (d'après Le Pauvre Cœur des hommes de Natsume Sōseki)
- Cours, Melos ! (走れメロス, Hashire Merosu?) (épisodes 9 et 10) : Un dramaturge écrit une pièce de théâtre basée sur un mythe grec, ravivant ainsi ses souvenirs et ses sentiments de trahison envers son ami d'enfance. (D'après la nouvelle Cours, Melos ! d'Osamu Dazai.)
- Le Fil de l'araignée (蜘蛛の糸, Kumo no Ito?) (épisode 11) : Kandata, un cruel bandit est exécuté et tombe en enfer. La seule bonne chose qu'il avait fait dans sa vie était de ne pas tuer une araignée qu'il avait rencontré dans une ville. L'araignée lui tend un fil pour qu'il puisse grimper au ciel. Sa joie est de courte durée car il se rend compte que d'autres ont commencé à grimper le fil derrière lui. (D'après Kumo no Ito de Ryunosuke Akutagawa)
- Figures infernales (地獄変, Jigoku Hen?) (épisode 12) : Yoshihide, le plus grand peintre du pays, est chargé de réaliser une œuvre pour le roi. Un tableau du royaume engorgé de bonheur. Dans le royaume du roi despotique, le peintre ne voit que malheur, désespoir et la souffrance du peuple qui agonise. Il décide de réaliser son dernier ouvrage en hommage à ce pays tel qu'il est réellement. (D'après Ryunosuke Akutagawa)

## Épisodes
1. La Déchéance d'un homme, première partie
2. La Déchéance d'un homme, deuxième partie
3. La Déchéance d'un homme, troisième partie
4. La Déchéance d'un homme, quatrième partie
5. Sous les fleurs de la forêt des cerisiers, première partie
6. Sous les fleurs de la forêt des cerisiers,  deuxième partie
7. Le Pauvre Cœur des hommes : Été
8. Le Pauvre Cœur des hommes : Hiver
9. Melos, première partie
10. Melos, deuxième partie
11. Le Fil de l'araignée
12. Figures infernales

## Distribution
- Bruno Méyère : Yôzô (La déchéance...), Sensei (Le pauvre cœur...), Melos (Melos)
- Nicolas Beaucaire : Horiki (La déchéance d'un homme), Kandata (Le fil de l'araignée)
- Christèle Billault : Tsuneko (La déchéance d'un homme)
- Jessie Lambotte : Yoshiko (La déchéance d'un homme)
- Catherine Desplaces : Shizuko (La déchéance d'un homme)
- Gérard Surugue : Hirame (La déchéance d'un homme), Narrateur (Sous les fleurs de la forêt de cerisiers)
- Christiane Ludot : Patronne (La déchéance d'un homme)
- Philippe Roullier : Kita (La déchéance d'un homme), Dionys (Melos), Big man (Le Fil de l'araignée)
- Jochen Hägele : Shigemaru (Sous les fleurs de la forêt de cerisiers), K (Le pauvre cœur des hommes)
- Olivia Dutron : Akiko (Sous les fleurs de la forêt de cerisiers), l'éditrice (Melos)
- Christine Paris : Madame (Le pauvre cœur des hommes)
- Jessica Barrier : Mademoiselle (Le pauvre cœur des hommes)
- Benoit DuPac : Takada (Melos)
- Grégory Laisné : Roi (Le fil de l'araignée & Figures infernales)
- Frédéric Souterelle : Yoshihide (Figures infernales)
- Masato Sakai (VF : Frédéric Courant) : Lui-même

## Staff
- Direction artistique : Hélène Moallic
- Direction de doublage : Grégory Laisné et Gilles Coiffard
- Adaptation française : Jamy Gourmaud, Frédéric Courant et Christophe Izard

## Réception de l'œuvre
Emmanuel Bahu-Leyser d'AnimeLand : « Un réalisme exceptionnel, avec une profondeur et des histoires très matures pour un simple anime ». Il est allé plus loin en décrivant la série comme une pépite d'or à la fois culturellement et techniquement. Sur le plan négatif, il a noté que la qualité de l'adaptation était malheureusement inégale entre les épisodes.